# 聯合國兒童基金會親善大使
聯合國兒童基金會親善大使（英語：UNICEF Goodwill Ambassador）是聯合國授予特定親善大使與倡導者的正式榮譽與職務稱號，具備相關法定身份與職權。聯合國兒童基金會(UNICEF)及其他聯合國機構長期招募知名人士擔任親善大使，以推動各項公益計畫。親善大使的知名度有助於提高國際社會對人類發展與國際合作議題的關注，並促進與兒童及青少年福祉相關計畫的執行。
聯合國兒童基金會負責實施多項教育與健康計畫，其中包括消除小兒麻痺症行動，目前其親善大使人數超過250位。

## 歷史
丹尼·凱為首位被任命為聯合國兒童基金會親善大使的人士，並於1954年獲授「特派大使」稱號。此後，其他名人陸續受聘擔任國際、地區或國家層級的親善大使，其具體職責視個人影響力、興趣與承擔責任的程度而定。
該計畫旨在透過知名人士的參與，提高公眾對聯合國兒童基金會相關議題的認識。這些名人的參與方式可能包括公開演講、造訪受影響地區以促進媒體報導，以及運用其政治影響力來倡導聯合國兒童基金會的工作。

## 公眾人物
作為聯合國兒童基金會的一項重要計畫，該親善大使計畫的一個關鍵措施在於邀請具高知名度的當地及地區名人參與。雖然聯合國兒童基金會不負擔當地廣告費用，但各地計畫因與知名公眾人物合作而受到媒體關注。 
在某些情況下，名人的知名度可對聯合國兒童基金會相關計畫產生積極影響，藉以吸引全球關注，將焦點放在兒童需求上，無論是在本國或透過造訪海外現場計畫與參與緊急救援行動。他們也能向決策者表達意見，運用自身影響力為兒童籌款與倡導兒童權益，支持聯合國兒童基金會的使命，促進兒童享有健康、教育、平等及保護的基本權利。 

## 外部鏈接
- 聯合國兒童基金會親善大使2018年7月12日的存檔，存档日期2018-07-12.